# Mammillaria winterae
Mammillaria winterae (укр. Мамілярія Вінтера) — сукулентна рослина з роду мамілярія (Mammillaria) родини кактусових (Cactaceae).

## Історія

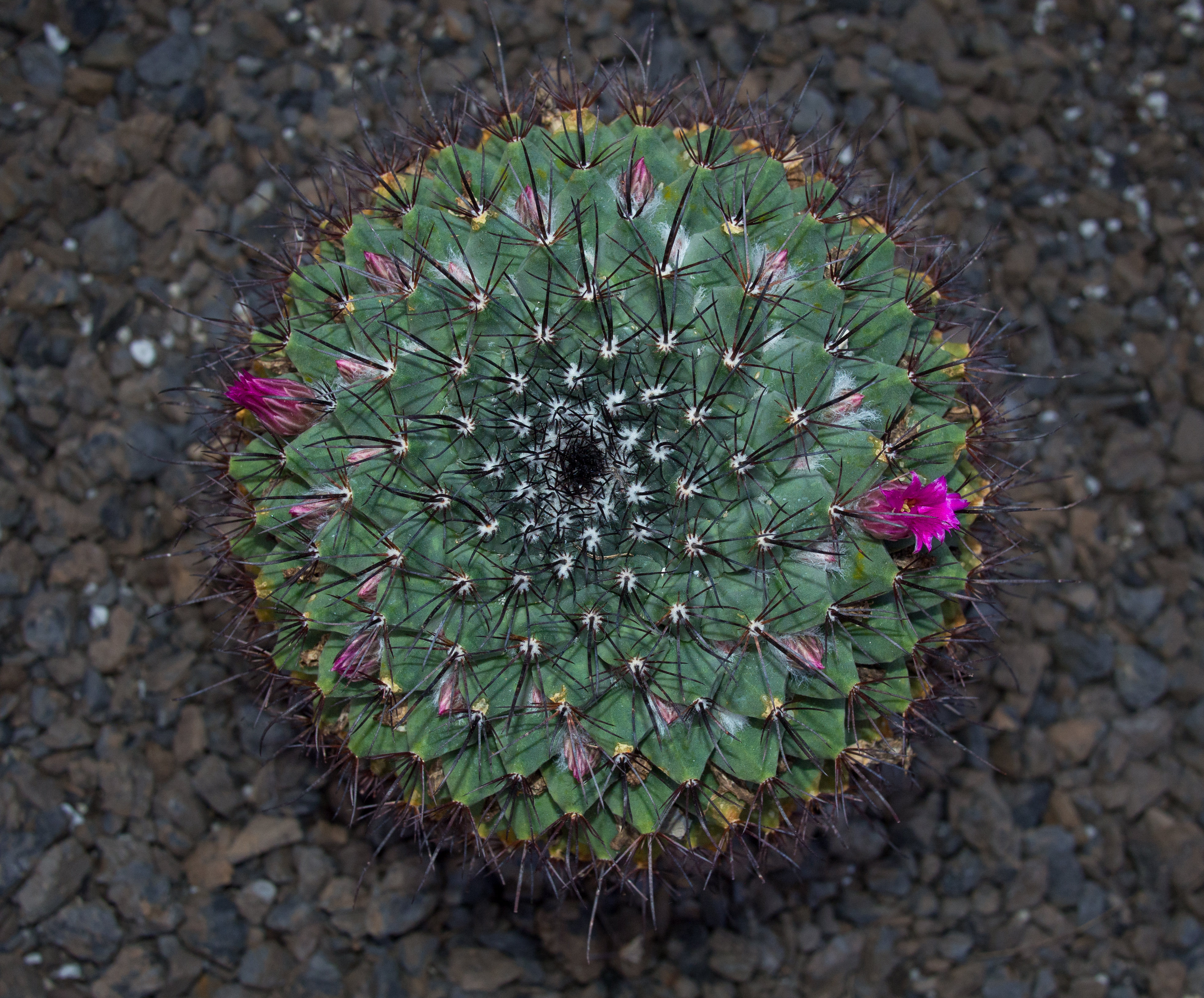
Mammillaria winterae в Нью-Йоркському ботанічному саду

Вид вперше описаний німецьким ботаніком Фрідріхом Бедекером (нім. Friedrich Bödeker, 1867—1937) у 1929 році у виданні нім. «Monatsschrift der Deutschen Kakteen-Gesellschaft».

## Етимологія
Видова назва дана на честь власниці розплідника кактусів Хільдегард Вінтер (нім. Hildegard Winter; 1893—1975), сестри німецького геолога і ботаніка, дослідника кактусів Фрідріха Ріттера (нім. Friedrich Ritter; 1898—1989).

## Ареал і екологія
Mammillaria winterae є ендемічною рослиною Мексики. Ареал розташований у штатах Нуево-Леон та Коауїла. Рослини зростають на висоті від 900 до 2200 метрів над рівнем моря в горах і на відкритих місцевостях, на високогірних вапнякових пагорбах. Зустрічаються в сосновому лісі та в ксерофітних чагарниках.

## Морфологічний опис
| Орган              | Опис |
| Рослини            | зазвичай поодинокі, іноді формують зарості. |
| Коріння            | |
| Стебло             | здавлено-кулясте, в діаметрі 20-30 см. |
| Епідерміс          | світло-зелений до синьо-зеленого. |
| Маміли             | чотирикутні, кілеподібні, з молочним соком. |
| Ареоли             | |
| Аксили             | спочатку голі, пізніше щільно вкриті білим пухом, але без щетинок. |
| Центральні колючки | 4, міцні, голкоподібні, прямі або трохи зігнуті, блідо-сірі або трохи червонуваті з коричневими кінцями, верхні і нижні до 30 мм завдовжки, бічні до 15 мм завдовжки. |
| Радіальні колючки  | немає. |
| Квіти              | жовтувато-білі з сіро-жовтими центральними прожилками на пелюстках, до 30 мм завдовжки, в діаметрі 25 мм.                                                             |
| Бутони             | |
| Зовнішні пелюстки  | |
| Внутрішні пелюстки | |
| Тичинки            | |
| Маточка            | |
| Плоди              | булавоподібні, блідо-червоні. |
| Насіння            | коричневе. |

## Підвиди
Визнано два різновиди Mammillaria winterae номінаційний підвид — Mammillaria winterae subsp. winterae і підвид aramberri — Mammillaria winterae subsp. aramberri D.R.Hunt, 1997.

### Mammillaria winterae subsp. winterae
- Рослина практично завжди одиночна.
- Колючки до 30 мм завдовжки.
- Ареал зростання — широко поширена від заходу Монтеррея до Сальтільйо.

### Mammillaria winterae subsp. aramberri
- Рослини часто формують зарості.
- Маміли — вузькі.
- Колючки — тільки до 8 мм завдовжки.
- Ареал зростання — далі на південь, поблизу Арамберрі, Нуево-Леон.

## Чисельність, охоронний статус та заходи по збереженню

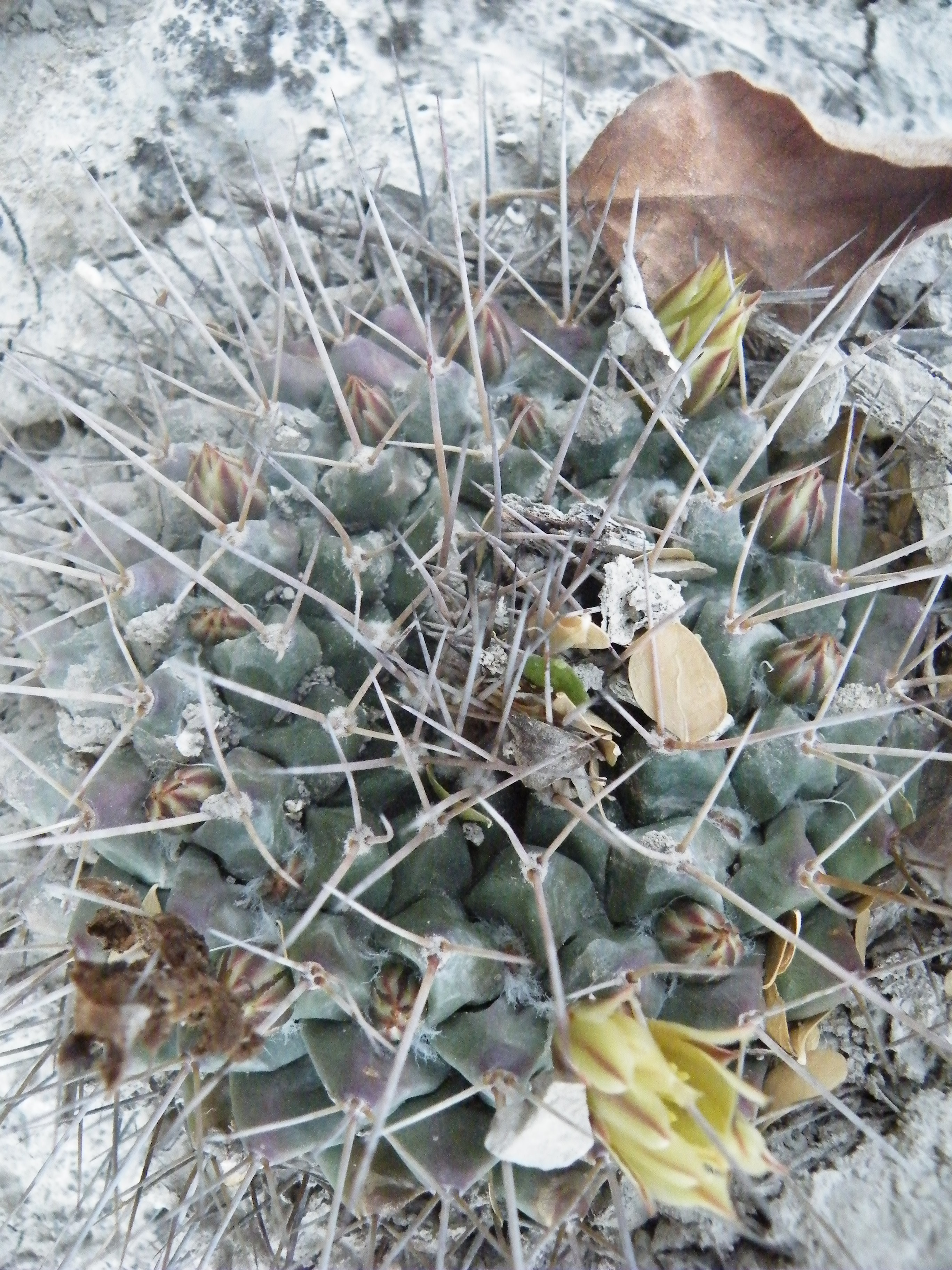
Mammillaria winterae у природних умовах, штат Нуево-Леон, Мексика

Mammillaria winterae входить до Червоного списку Міжнародного союзу охорони природи видів, з найменшим ризиком (LC).
Mammillaria winterae має досить широкий ареал, і хоча немає точної популяційної інформації, вона, ймовірно, є досить поширеною і великих загроз для неї немає. Випас та витоптування кіз можуть становити загрозу для виду, але це, мабуть, не суттєво.
Невідомо, чи є цей вид в яких-небудь природоохоронних територіях.
Охороняється Конвенцією про міжнародну торгівлю видами дикої фауни і флори, що перебувають під загрозою зникнення (CITES).

## Використання
Цей кактус вирощується як декоративна рослина.